# Johan Lorentz Castenschiold
Johan Lorentz Carstens (1705 på St. Thomas-1747 på Knabstrup)
I 1745 blev Knabstrupgård solgt til Johan Lorenz Carstens (1705-1747) den 12. marts 1745 adlet Castenschiold. 
Familien forlod i 1739 den dansk-vestindiske koloni Sankt Thomas for at bosætte sig i Store Kirkestræde i København. 
Kong Christian den 6. havde anmodet den ansete mand om at blive rådgiver om forvaltningen af de nye kongelige plantager på Sankt Croix. Carstens og hans hustru betragtedes som selvfølgelige medlemmer af den inderkreds, der stod for den danske slave- og sukkerhandel. 
I 1745 nærmede han sig de øverste trin på rangstigen, da han blev adlet under navnet Castenschiold og købte herregården Knabstrup. Han medtog en række slaver til Danmark, der fik bopæl på Knabstrup.
Juridisk set var disse slaver fortsat hans ejendom, og de fungerede mest af alt som håndværkere og tjenere i huset. Der findes på Knabstrup også et St. Thomashus.
Johan Lorentz Carstens planterbaggrund
Faderen Jørgen Carstens var født i 1678 i Flensborg. Han blev i 1694 opfordret af sin morbroder Johan Lorentzen, guvernør i Vestindien, til at komme dertil. 
Han endte med at blive en holden mand med plantager på både Sankt Thomas og Sankt Croix. Han begyndte som proviantmester på fortet i Charlotte Amalie på Sankt Thomas.  
I 1701, da han var 23 år gammel, giftede han sig med sin morbroder Johan Lorentzens adoptivdatter, som bragte nogen formue med ind i ægteskabet. Den 10. juni 1702 døde morbroderen og ved testamente arvede Jørgen Carstensen en tredjedel af dennes formue. 
Mosquito Bay
Jørgen Carstens var nu en holden mand og erhvervede sig en sukkerplantage ved Moskito Bugten. Mosquito Bay lyder ikke særligt tillokkende, det har imidlertid ingen forbindelse med myg, men skyldes en forvanskning. 
Johan Lorentz kom til verden i 1705. 
I 1706 og 1715 klagede planter Carstens og andre kreolere til København over regeringens formynderrolle mod de eurokreolske plantere. De sendte en deputation til København bestående af bl.a. Jørgen Carstens. Den modtoges høfligt, men deres mål om uafhængighed af Danmark kunne ikke imødekommes. 
Faderen døde i 1720 på Sankt Thomas og Johan Lorentz arvede plantagen Mosquito Bay. Han giftede sig i 1728 med Jacoba v. Holten (f. 1705), en datter af den gamle guvernør Joachim Melchior v. Holten. De to unge blev nu ejere af plantagerne Mosquito Bay og Pearl, hvortil hørte yderligere en mindre plantage, Crown, på Sankt Jan, med i alt 150 slaver.  
Efter at Danmark i 1733 købte Sankt Croix af Frankrig, sikrede Carstens sig 400 tønder land på denne ø. Samme år var han og fru Jacoba faddere, da en af deres unge slaver ved navn Domingo, blev døbt af herrnhuttere fra København under grev Zinzendorfs besøg på øerne. 
Senere protesterede han offentligt imod dem, der sagde, at kristendommen gjorde slaverne dovne.
Den 19. juni 1747 døde Johan Lorentz Castenschiold af børnekopper i en alder af 42 år. I 1748 købte enkefru Castenschiold Hørbylund (Hørbygård), hvortil hun flyttede og døde den 4. december 1751.